# Liste des œuvres de Joseph-Eugène Bonnemère

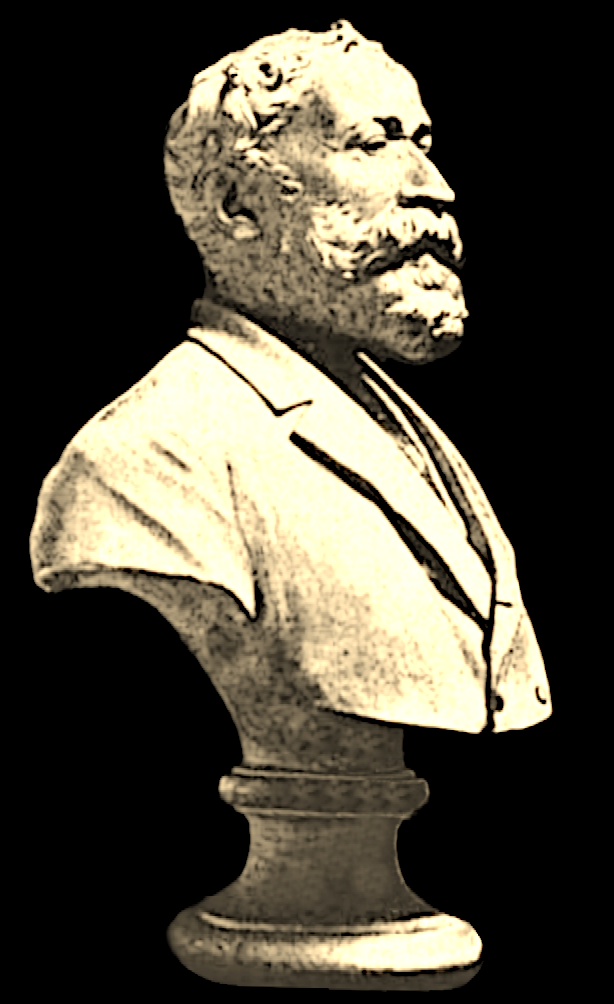
Eugène Bonnemère par le sculpteur Emmanuel Dolivet

Cette publication regroupe les œuvres de l'historien et écrivain français Joseph-Eugène Bonnemère, né le 21 février 1813 dans la commune Varennes-sur-Loire et mort le 1er novembre 1893 à Louerre,. 
Cette liste non exhaustive concentre ses œuvres de Théâtre, Vaudeville, féerie, Opéra-comique et divers articles, publications historiques ou critiques de livres, et sa participation a des sociétés savantes.
Son buste réalisé par Emmanuel Dolivet en 1893 a figuré à l’Exposition de Portraits des Écrivains et Journalistes du siècle  et aussi au Salon du Palais des Champs-Élysées de 1894 No 3038

## Théâtre
Au cours de ses études, amoureux de la littérature et du théâtre, il donne en 1841 quelques pièces au Théâtre du Panthéon , Les premiers fiacres, écrit sous le pseudonyme d’Eugène de Dinant en collaboration avec Louis Dumesnil qui sera jouée plus tard à Angers en 1844, et une féerie en cinq actes Micromégas.
| Date | Titre                                            | type                                | Texte | Commentaire      |
| ---- | ------------------------------------------------ | ----------------------------------- | ----- | ---------------- |
| 1843 | Jacques et Gervaise ou la femme du réfractaire   | Vaudeville en un actes              |       |                  |
| 1843 | Angers sur la sellette, ou revue de l'année 1843 | Bêtise en un acte mêlée de couplets |       |                  |
| 1844 | Micromégas                                       | Féerie en cinq actes                |       |                  |
| 1844 | Les premiers fiacres                             | Vaudeville en deux actes            |       | Eugène de Dinant |
| 1844 | Dolorès ou Carlistes et Christianos              | Vaudeville en un actes              |       |                  |
| 1844 | Joseph Hayda ou la Tempette                      | Opéra-comique en un acte            |       |                  |
| 1875 | La mort de l'ogre                                | Théâtre enfantin comédie en un acte |       |                  |

## Écrits
On peut aussi retrouver en complément les références de ses écrits sur le lien du site IdRef (Identifiants et Référentiels).
Pour ses nombreuses recherches qu'il limite au XIIIe siècle où les écrits se font plus abondants, il consulte de nombreux ouvrages et mémoires humaines, dont l'historien Pierre-Hyacinthe Morice de Beaubois, Guy Alexis Lobineau, les écrits d'érudits comme les bénédictins Augustin Calmet, Joseph Vaissète, des correspondances de Guy Patin, histoires provinciales d' Eugène Rougebief ou Charles Léopold Louandre.

## Publiciste
Il a publié de nombreux articles Historiques, compte rendu de réunions de société savantes, critiques de livres ou entretiens.
Comme publiciste, il pouvait avoir la reconnaissance intellectuelle de l'époque et renforcer son réseau parmi les élites.
| Date      | Journaux                                                                                | type                   | Texte               | Commentaire                             |
| --------- | --------------------------------------------------------------------------------------- | ---------------------- | ------------------- | --------------------------------------- |
| 1843-1849 | Précurseur de l’Ouest                                                                   |                        |                     |                                         |
| 1845      | La Mosaïque de l'Ouest                                                                  |                        |                     |                                         |
| 1845      | - La conspiration Berton                                                                |                        |                     |                                         |
| 1856      | La Revue de Paris                                                                       |                        |                     |                                         |
|           | La libre Recherche                                                                      |                        |                     |                                         |
| 1856      | La Démocratie pacifique                                                                 |                        |                     |                                         |
| 1856      | - Histoire des Paysans                                                                  |                        |                     | Pages 249                               |
| 1858      | Ruski Westnick (Le Messager russe) de Moscou                                            |                        |                     |                                         |
| 1858      | -Lettre à la Russie sur la situation actuelle des paysans et de l'agriculture en France |                        |                     |                                         |
| 1861      | Presse scientifique des deux mondes                                                     |                        | Périodique 15 jours |                                         |
| 1861      | - Ouverture d'un nouvel Institut scientifique, Artistique et littéraire                 | Entretiens et Lectures | no 2 janvier        |                                         |
| 1961      | - Première Quinzaine d'avril                                                            |                        | no 9 mai            |                                         |
| 1861      | - Première quinzaine de mai                                                             | Entretiens et Lectures | no 11 juin          | Page 434                                |
| 1865      | - M. Sudre et la langue musicale universelle                                            | Historien              |                     | Page 342                                |
| 1861      | Journal d'agriculture pratique, de jardinage et d'économie domestique                   |                        |                     |                                         |
| 1861      | - Concours régional de Marseille                                                        |                        |                     | Page 17                                 |
| 1861      | - L'agriculture appliquée au traitement de la folie                                     |                        |                     | Page 121                                |
| 1861      | - La prime d'honneur des Bouches-du-Rhone                                               |                        |                     | Page 462                                |
| 1861      | - La prime d'honneur du Loiret                                                          |                        |                     | Page 524                                |
| 1861      | - Les récréations instructives                                                          |                        |                     |                                         |
| 1892      | l’Ouest artistique et littéraire                                                        |                        |                     |                                         |
| 1866      | Le Siècle                                                                               |                        | quotidien           |                                         |
| 1866      | - Louis Hubert, curé vendéen par épisodes                                               |                        |                     | Par épisodes du 21 mars au 21 avril     |
| 1863      | - Le Tuteur                                                                             |                        |                     | Par épisodes du 26 Juin au 4 Juillet    |
| 1864      | - Elisa Dartley                                                                         |                        |                     | Par épisodes du 4 février au 28 février |
| 1865      | - Les Déclassées                                                                        |                        |                     | Par épisodes du 24 février au 19 mars   |
| 1867      | La science sociale                                                                      |                        | Bimensuel           |                                         |
| 1867      | - L'association agricole, son passé son avenir                                          | Historien              |                     | Pages 85, 97,145,161                    |
| 1868      | - La Femme médecin                                                                      | Critique de livre      |                     | Page 362                                |
| 1879      | La Semaine anticléricale,                                                               |                        |                     | Rédacteur membre du comité de patronage |
| 1883      | La Lumiére                                                                              |                        | Bimensuel           |                                         |
|           | - Le Spiritualisme dans l'Histoire                                                      |                        |                     | Page 2, 23, 55, 212                     |
| 1886      | La Revue illustrée de Bretagne & d'Anjou                                                |                        |                     | vice-président                          |
| 1886      | - Une nuit à l'Hôtel-de-Ville de Saumur en 1598                                         | Historien              |                     | Page 52                                 |
| 1886      | - La dernière pierre de la Bastille,                                                    | Historien              |                     | Pages 117, 134                          |
| 1886      | - Foullon et la Baronnie de Doué                                                        | Historien              |                     | Pages 235                               |
| 1886      | - Histoire d'une famille saumuroise                                                     | Historien              |                     | Pages 268, 286, 307, 313, 360           |
| 1887      | - Bertrand d'Ogeron, gentilhomme angevin                                                | Historien              |                     | Pages 59, 76                            |
| 1887      | - Une famille bretonne-Angevine                                                         | Historien              |                     | Pages 5, 17                             |
| 1888      | - Les écoliers de l'académie d'Angers                                                   | Historien              |                     | Page 97                                 |
| 1888      | - La famille Charnacé                                                                   | Historien              |                     | Page 129                                |
| 1888      | - Les empiriques angevins                                                               | Historien              |                     | Page 163                                |
| 1888      | - La Vendée angevine                                                                    | Historien              |                     | Page 265                                |
| 1892      | - Publication de documents sur le père de David D'Anger                                 |                        |                     |                                         |
| 1892      | - Un évêque d'Angers (Guillaume Le Maire)                                               |                        |                     |                                         |
|           |                                                                                         |                        |                     |                                         |
|           | La démarche pacifique                                                                   |                        |                     | Collaborateur                           |
|           | La Revue moderne                                                                        |                        |                     |                                         |
|           | L’Ami des sciences                                                                      |                        |                     |                                         |
|           | Le Journal d’agriculture pratique                                                       |                        |                     |                                         |
|           | Bulletin du mouvement social                                                            |                        |                     |                                         |
|           | Démocracie Pacifique                                                                    |                        |                     |                                         |

Comme historien, être membre des Sociétés savantes les plus influentes était essentiel pour accéder à des œuvres et des lieux rares pour ses recherches. Ces sociétés étant surtout les plateformes anciennes de diffusion pour la vulgarisation et la publication de ses recherches dans les nombreux bulletins de ces sociétés. De nombreux écrits étant par la suite retravaillés puis publiés sous forme de livre.
| Date      | Société                                              | type | Texte | Commentaire                                |
| --------- | ---------------------------------------------------- | ---- | ----- | ------------------------------------------ |
| 1846      | Société industrielle d’Angers                        |      |       | Membre correspondant                       |
| 1861      | Cercle de la Presse scientifique                     |      |       |                                            |
| 1869      | Société parisienne des études spirites               |      |       | Président                                  |
| 1870      | Société des auteurs et Compositeurs dramatiques      |      |       | Sociétaire Sous le nom Bonnemère de Dinan, |
| 1873      | Amis de la Paix                                      |      |       | Membre et conseillé                        |
| 1873-1877 | Société des gens de lettresA fondé le Prix Bonnemère |      |       | Bonnemère de Dinant (Joseph-Eugène)        |
| 1877      | Ligue de l’enseignement                              |      |       | Membre du comité                           |
| 1881      | Société scientifique d'études psychologiques         |      |       | Vice Président                             |
| 1881      | Cercle Parisien de la ligue de l'enseignement        |      |       | Membre Honoraire                           |
| 1885-1891 | Société des amis des monuments parisiens             |      |       |                                            |
| 1888      | Association Bretonne Angevine                        |      |       |                                            |